# Frederick Hanley Seares
Frederick Hanley Seares, ameriški astronom, * 17. maj 1873, blizu Cassopolisa, Michigan, ZDA, † 20. julij 1964, Honolulu, Havaji, ZDA.

## Priznanja

### Nagrade
- medalja Bruceove (1940)